# Bőcs
Bőcs é um município da Hungria, situado no condado de Borsod-Abaúj-Zemplén. Tem 24,32 km² de área e sua população em 2015 foi estimada em 2.710 habitantes.